# Сизинцев, Андрей Семёнович
Андрей Семёнович Сизинцев (23 апреля 1965 — 22 января 2013) — российский актёр, звукорежиссёр, композитор.

## Биография
Актёр петербургского театра «АХЕ».
Скончался в Германии от онкологического заболевания. Похоронен на Ковалёвском кладбище (Санкт-Петербург).

## Творчество

### Композитор
панк-опера
«Медея» (2011)
музыка к спектаклям
- «Слепая Сова» (театр «АХЕ»)[4]
- «Всадник» (театр «DEREVO»)[5]
- «100 Оттенков Синего» (Большой театр кукол)[6]

### Роли в театре
Русский инженерный театр «АХЕ»
- «Фауст в кубе. 2360 слов» — Фауст
- Plug&Play

Приют Комедианта
- 2006 He Гамлет — Король; Водитель самосвалов[7]

Театро Ди Капуа
- 2009 Евротрэш (по рассказу «Euro Trash» Ирвина Уэлша) — автор спектакля, исполнитель главной роли[8]

### Проект «Немое кино + живая музыка»
- 2008 — музыкальный аккомпанемент показа фильма «Кабинет доктора Калигари»
- 2010 — музыкальный аккомпанемент показа фильма «Моя лучшая девушка»[9].

## Награды
- автор музыки, инсталляция звука в спектакле «Sine Loco» (группа «АХЕ»), удостоенном премии «Золотая Маска» (2003) в номинации «Лучший спектакль-новация»[10]